# Maria van Schooten

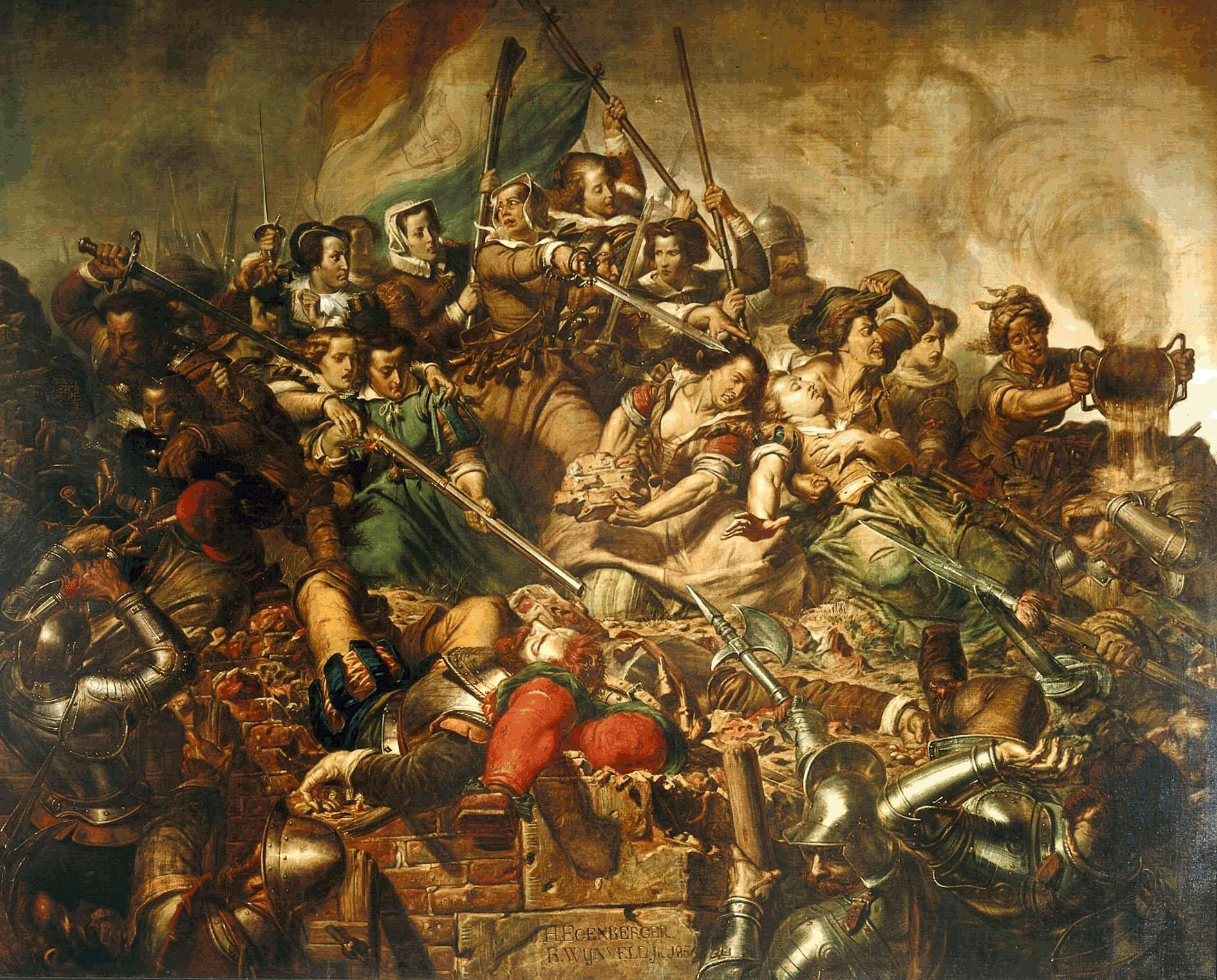
Op de wallen van Haarlem

Maria van Schooten (1555-1573) is een vrouw die omgekomen is ten gevolge van de beschieting van de stad Haarlem tijdens het beleg. Maria was een dochter van Jan van Schooten en Cornelia van Egmond. Maria van Schooten bleef ongehuwd. Zij verloor haar beide benen bij deze beschieting. Er zijn speculaties dat zij behoorde tot het gevolg van Kenau.
Een biografie van haar is opgenomen in het Digitaal Vrouwenlexicon van Nederland.